# Borophaga rufibasis
Borophaga rufibasis är en tvåvingeart som beskrevs av Rudolf Beyer 1959. Borophaga rufibasis ingår i släktet Borophaga och familjen puckelflugor. Inga underarter finns listade i Catalogue of Life.